# Даффи, Кэрол Энн
Дама Кэрол Энн Даффи (англ. Carol Ann Duffy, род. 23 декабря 1955, Глазго, Шотландия) — британская англоязычная поэтесса, драматург, обладательница многих престижных литературных премий и наград (Премия Сомерсета Моэма, 1988 и другие). 16 января 2006 года была награждена премией Т. С. Элиота.
Поэт-лауреат с 2009 по 2019 год (это звание, ранее пожизненное, в современной Англии присваивается на 10 лет). Известна также своими феминистскими взглядами и открытой гомосексуальной ориентацией. Офицер (1995), командор (2002) и дама-командор (2015) ордена Британской империи.

## Биография
Кэрол Энн Даффи родилась в Глазго, она — старшая из пяти братьев и сестёр. Когда Даффи было шесть лет, семья переехала в Англию. Даффи окончила среднюю школу для девочек в Стаффорде. Также получила бакалавра в области философии в Ливерпульском университете.
В 2009 году Даффи получила звание почётного доктора Университета Хериота-Уатта. В 2015 году была избрана почётным членом Британской академии.

## Личная жизнь
Кэрол Энн Даффи — открытая лесбиянка. Даффи 15 лет состояла в отношениях с поэтессой Кей Джеки. Во время этих отношений Даффи родила дочь Эллу, биологическим отцом которой является поэт Питер Бенсон.